# Културна психологија
Културна психологија је психолошка студија о томе како културе одражавају и обликују психолошке процесе својих чланова.
Заснива се на премиси да су ум и култура неодвојиви и да су међусобно конститутивни. Концепт укључује две тврдње:
1. да људе обликују њихова култура,
2. да културу обликују њени људи.[1]

Културна психологија има за циљ да дефинише културу, њену природу и њену функцију у вези са психолошким феноменима. Герд Бауман тврди: "Култура није права ствар, већ апстрактни аналитички појам. Сама по себи, она не изазива понашање, већ апстрактује од њега. Она стога није ни нормативно ни предиктивно, већ хеуристичко средство за објашњење како људи разумеју свет и делују на њега."
Као што Ричард Шведер, један од главних заговорника ове области психологије, пише: „Културна психологија је студија о томе како културне традиције и друштвене праксе регулишу, изражавају и трансформишу психу човека. Ово резултира мање психичким јединством за човечанство него етничким разликама у уму, себи и емоцијама.“

## Историја
Јошихиса Кашима говори о културној психологији у два смисла, као о традицији и као о покрету који је настао крајем 20. века. Културна психологија као традиција потиче од западног романтизма у 19. веку. Ђанбатиста Вико и Јохан Готфрид фон Хердер се сматрају важним раним инспирацијама у размишљању о утицају културе на људе.
Његово институционално порекло почело је објављивањем часописа Zeitschrift für Völkerpsychologie und Sprachwissenschaft (Часопис за народну психологију и науку о језику, научни часопис који су основали Мориц Лазарус и Хајман Штајнтал ), први пут објављеног 1860. године. Вилхелм Вунт је проширио овај концепт, а његови томови о Народној психологији су међу најранијим извештајима о културолошкој перспективи унутар дисциплине психологије. Видео је народну психологију као културно-развојну дисциплину која проучава више психолошке процесе у њиховом друштвеном контексту. Предложене методе биле су компаративна и историјска анализа.
Други рани културни оквир је културно-историјска психологија која се појавила 1920-их. Највише се везује за руске психологе Лава Виготског, Александра Лурија и Алексеја Леонтјева. Тврдили су да је људска активност увек уграђена у специфичан друштвени и историјски контекст и да стога не треба да буде изолована.
Док је у психолошким истраживањима интересовање за културу опало, делом због популарности бихевиоризма у Сједињеним Америчким Државама, неки истраживачи у антропологији, попут Маргарет Мид, почели су да истражују интеракцију између културе и личности. Током 1970-1980-их, све више се јављао позив на интерпретативни заокрет у антропологији и психологији. Истраживачи су били под утицајем конструктивистичких и релативистичких приказа знања и тврдили су да културне разлике треба разумети унутар њиховог контекста. Овај утицај је био важан фактор у настанку покрета за културну психологију. Водећи научници овог покрета били су, између осталих, Ричард Шведер и Клифорд Ричардс. Покретање новог часописа и објављивање више великих радова, као што су Шведерова "Културна психологија" и Колова "Културна психологија: Некадашња и будућа дисциплина", помогли су да се обликује правац кретања.

## Односи са другим гранама психологије
Културна психологија се често меша са међукултурном психологијом. Иако обе области утичу једна на другу, културна психологија се разликује од међукултуралне психологије по томе што међукултурни психолози углавном користе културу као средство тестирања универзалности психолошких процеса, а не да одређују како локалне културне праксе обликују психолошке процесе. Дакле, док се међукултурни психолог може запитати да ли су фазе развоја Жана Пијажеа универзалне у различитим културама, културни психолог би био заинтересован за то како друштвене праксе одређеног скупа култура обликују развој когнитивних процеса на различите начине.
Истраживање психологије културе информише се о неколико области у оквиру психологије, укључујући међукултуралну психологију, социјалну психологију, културно-историјску психологију, развојну психологију и когнитивну психологију. Поред извлачења из неколико других области психологије, културна психологија посебно користи антропологе, лингвисте и филозофе да помогну у потрази за разумевањем широког спектра културних аспеката у друштву. Међутим, конструктивистичка перспектива културне психологије, кроз коју културни психолози проучавају мисаоне обрасце и понашања унутар и међу културама, тежи да се сукоби са универзалним перспективама уобичајеним у већини области психологије, које настоје да квалификују фундаменталне психолошке истине које су конзистентне у целом човечанству.
Културна психологија је такође уско повезана са новом психолошком области „историјске психологије“ која има за циљ да истражи како се историја и психологија међусобно изграђују на динамичан начин, настојећи да боље разумеју како се колективно понашање, емоције и спознаје разликују током историјских временских периода и како су корени наше тренутне психологије закопани у дубоким културним и историјским процесима.

## Важност

### Потреба за проширеним културним истраживањима
Према Ричарду Шведеру, било је више пута неуспеха да се реплицирају налази западне психолошке лабораторије у незападним окружењима. Стога је главни циљ културне психологије да многе и различите културе допринесу основним психолошким теоријама како би се те теорије исправиле тако да постану релевантније за предвиђања, описе и објашњења свих људских понашања, не само оних западних. Овај циљ деле многи научници који промовишу приступ аутохтоној психологији. У покушају да покаже међусобно повезане интересе културне и аутохтоне психологије, културни психолог Прадип Чакарат наглашава да је међународна мејнстрим психологија, пошто ју је такозвани Запад извезао у већину региона света, само једна од многих аутохтоних психологија и стога можда нема довољно интеркултуралне експертизе да тврди да њени верници често имају валидну. Сходно томе, културне групе имају различите начине дефинисања емоционалних проблема, као и разликовања између физичког и менталног стреса. На пример, Артур Клајнман је показао како је појам депресије у кинеској култури повезан са физиолошким проблемима, пре него што је недавно постао признат као емоционална брига. Штавише, на врсту терапије коју људи спроводе утичу културолошке концепције приватности и стида, као и стигме повезане са специфичним проблемима.

## Критике

### Стереотипизација
Једна од најзначајнијих тема последњих година биле су културолошке разлике између источних Азијаца и северноамериканаца у пажњи, перцепцији, спознаји и социјално-психолошким феноменима као што је сопство. Неки психолози, као што је Туријел, тврде да је ово истраживање засновано на културним стереотипима. Психолог Пер Гјерде наводи да културна психологија тежи да „генерализује о људском развоју широм нација и континената“ и да додељивање карактеристика култури промовише занемаривање хетерогености и минимизира улогу појединца. Гјерде тврди да појединци развијају више перспектива о својој култури, понекад се понашају у складу са својом културом без дијељења културалних увјерења, а понекад се директно супротстављају својој култури. Стереотипи стога посматрају појединце као хомогене производе културе.
Међутим, многе студије су се бавиле културним разликама у стилу размишљања између региона и оближњих заједница, као што су између региона који се баве узгојем пиринча и пшенице у Кини, пољопривредних и сточарских села у Турској, и друштвених класних разлика у Сједињеним Америчким Државама и Кини.

### Погрешна методологија
Самопријављивање података је један од најлакших и најприступачнијих метода масовног прикупљања података, посебно у културној психологији. Међутим, пренаглашавање међукултуралних поређења ставова и вредности о којима се сами извештавају може довести до релативно нестабилних и на крају погрешних података. Из тог разлога, културолошки психолози често користе методе које се не односе на самоизвештавање, као што су когнитивни задаци, подаци о понашању, и употреба природног језика.

## Методе
Културолошки психолог Ричард Шведер тврди да су психа и култура међусобно конструисане и неодвојиве. Неуспех реплицирања многих налаза психологије у другим регионима света подржава идеју да су ум и окружење међусобно зависни и различити широм света. Неке критике наводе да коришћење самопроцена може бити релативно непоуздан метод и да може да доведе у заблуду, посебно у различитим културним контекстима. Без обзира на то што је самопријављивање важан начин за добијање масовних података, то није једини начин.
У ствари, културни психолози су користили вишеструка мерења и ресурсе који се не разликују од других научних истраживања – посматрање, експеримент, анализа података итд. На пример, Нисбет и Кохен (1996) су истраживали однос између историјске културне позадине и разлике регионалне агресије у САД. У овој студији, истраживачи су осмислили лабораторијски експеримент да посматрају агресију учесника, а анализирана је и статистика стопе криминала, демографски. Резултати експеримента су подржали теорију културе части да је агресија одбрамбени механизам који је укорењен у културном пореклу стада за већину јужњака. У лабораторијским запажањима, Хајне и његове колеге су открили да јапански студенти проводе више времена од америчких на задацима које су лоше урадили, а налаз представља мотивацију за самоусавршавање која се често види у источној Азији да су неуспех и успех међусобно конвертовани напором. Што се тиче стилова когниције, Кинези имају тенденцију да перципирају слику користећи холистички поглед у поређењу са америчким.
Квантитативна статистика културних производа открила је да јавни медији у западним земљама промовишу више индивидуалистичких компоненти него источноазијске земље. Ова статистика је објективна јер не укључује да људи попуне упитник, већ психолози користе физичка мерења да квантитативно прикупљају податке о културним производима, као што су сликање и фотографије. Ови статистички подаци могу бити и национални рекорди, на пример, Кијао и Близински (2010) открили су да су културе високог колективизма повезане са мањом преваленцијом поремећаја расположења/анксиозности у студији која је укључивала 29 земаља. Поред експерименталних и статистичких података, докази из студија неуро-имаџинга такође помажу у јачању поузданости истраживања психологије културе. На пример, када се размишља о мајци, регион мозга повезан са самопоимањем показао је значајну активацију код Кинеза, док није примећена активација код западњака.

## Култура и мотивација

### Самоусавршавање наспрам самопобољшања
Док је самоусавршавање мотивација особе да гледа на себе позитивно, самопобољшавање је мотивација особе да други гледају на себе позитивно. Разлика између два начина живота најочитија је између независних и колективистичких култура. Културе са независним самопоуздањем (премиса да људи себе виде као самосталне ентитете) често наглашавају самопоштовање, поверење у сопствену вредност и способности. Са самопоштовањем које се сматра главним извором среће у западним културама, мотивација за самопобољшање генерално следи као начин да се задржи позитиван поглед на себе. Неке стратегије које се користе приликом самопобољшања често укључују теорију социјалне компарације, компензаторно самопобољшање, дисконтовање, екстерне атрибуције и уживање у рефлектованој слави. Насупрот томе, колективистичке културе често истичу самоусавршавање као водећи фактор мотивације у њиховим животима. Ова мотивација је често изведена из жеље да се не изгуби образ и да се позитивно појављује међу друштвеним групама.

## Култура и емпатија

### Културна оријентација: колективистичка и индивидуалистичка
Главна разлика коју треба разумети када се посматра психологија и култура је разлика између индивидуалистичких и колективистичких култура. Људи из индивидуалистичке културе обично показују независан поглед на себе; фокус је обично на личним достигнућима. Чланови колективистичког друштва имају више фокуса на групи (међузависни поглед на себе), обично се фокусирајући на ствари које ће користити групи. Истраживања су показала такве разлике у себи када се упореде колективистичке и индивидуалистичке културе: Показало се да је фундаментална грешка приписивања чешћа у Америци (индивидуалистичка) у поређењу са Индијом (колективистичка). У том смислу, пристрасност у себичности се поново показала као чешћа међу Американцима него међу Јапанцима. То се може видети у студији која је укључивала анимацију рибе, где су западни гледаоци сцену рибе која плива од јата тумачили као израз индивидуализма и независности, док су се источњаци питали шта није у реду са једном рибом и закључили да ју је школа избацила. Друга студија је показала да су се у извештавању о истом случају насилног злочина, западне вести фокусирале на урођене мане карактера и пропусте појединца, док су кинеске вести указивале на недостатак односа починиоца у страном окружењу и на пропусте друштва. Ово не значи да су колективизам и индивидуализам потпуно дихотомни, али ове две културне оријентације треба схватити више као спектар. Свака репрезентација је на оба краја; тако, неки припадници индивидуалистичких култура могу држати колективистичке вредности, а неки колективистички појединци могу имати неке индивидуалистичке вредности. Концепти колективизма и индивидуализма показују општу идеју о вредностима специфичне етничке културе, али не би требало да се супротстављају у конкуренцији.

### Културни утицаји у лечењу менталног здравља
У неким студијама, постојала је корелација између удобности клијената и њихових терапеута који деле сличну етничку припадност. Ово се дешава зато што се клијент може осећати опуштеније или осећати јачи осећај повезаности са својим терапеутима. Од 2010. до 2015. године постојала је истраживачка студија која је закључила колико је важно имати различите стручњаке за ментално здравље у радном окружењу. Међутим, такође је тачно да примарна демографска група која прима више услуга менталног здравља компромитује већинско становништво. Ово одражава недостатак универзалне доступности заштите менталног здравља. Последњих година приметили смо повећање валидације и разумевања културне психологије у многим аспектима живота.